# T43 (Paralympics)
T43 und F43 sind Startklassen der paralympischen Sportarten für Sportler in der Leichtathletik. Zugehörigkeiten von Sportlerinnen und Sportlern zu den beiden Startklassen sind wie folgt skizziert:
„Athleten in dieser Klasse haben Beeinträchtigungen beider unterer Extremitäten unterhalb des Kniegelenks, wie z. B. Versteifung beider Fußgelenke.“
Die Klassifizierung gehört zu der Obergruppe von Athletinnen und Athleten die betroffen sind von „Amputation, Fehlbildung von Gliedmaßen, eingeschränkter Muskelkraft oder passiver Gelenkbeweglichkeit“ (T/F42 – T/F46, T47, T/F51 – 54; F55 – 57, T/F61 – T/F64). Sie gehört zur Untergruppe F42–44 für Personen mit Gliedmaßenmangel, Beinlängendifferenz, eingeschränkter Muskelkraft oder eingeschränktem passiven Bewegungsumfang der unteren Gliedmaße, die stehend ohne Unterstützung starten.
In T43/F43 sind Sportlerinnen und Sportler eingestuft mit beidseitigen Beeinträchtigungen der unteren Gliedmaßen, die ohne Prothesen an Wettkämpfen teilnehmen, bei denen beide Gliedmaßen die Mindestkriterien für eine Beeinträchtigung erfüllen und bei denen der Funktionsverlust in den Füßen, Knöcheln und/oder Unterschenkeln liegt. Die Aktivitätseinschränkung ist in etwa vergleichbar mit der eines Athleten mit beidseitiger Unterschenkelamputation.
Gestartet wird:
- stehend
- ohne Unterstützung (Prothese/n)

Es gilt: je niedriger die Nummer, desto höher der Grad der Einschränkung. In den technischen Disziplinen sind die Wettkampfklassen der Rollstuhl-Athleten stärker differenziert als in den Rennklassen.
Zu beachten: Die Klassifizierungen und Startklassen wurden in den letzten Jahren weiter ausdifferenziert, wobei jedoch der gleiche Klassifizierungscode andere Kriterien enthalten kann. Deshalb zum Vergleich die ältere Version:„Doppelt Unterschenkelamputierte, Unterschenkel- und Vorfußverlust, Doppelvorfußverlust und diesen Einschränkungen Gleichgestellte.“